# Oļegs Malašenoks
Oļegs Malašenoks (Riga, 4 gennaio 1986) è un ex calciatore lettone, di ruolo attaccante.

## Carriera

### Club
Cresciuto nello Skonto, ha giocato nella 1. Līga con lo Skonto/Metāls Rīga, in seguito divenuto Multibanka Rīga, cioè la formazione riserve. Nel 2004, dopo tre stagioni in seconda serie, passa al Jūrmala, con cui l'11 novembre dello stesso anno debutta in Virsliga entrando al posto di Vitalijs Puzirevskis nella gara vinta contro il Dinaburg. La sua prima rete nella massima serie lettone risale al 17 maggio 2005, nella partita giocata contro il Venta.
Rimane in tale club fino al 2009, quando passa al Ventspils, che lo gira immediatamente in prestito al Tranzit. A metà stagione si trasferisce a Malta con l'Hibernians, sempre in prestito. Il 27 settembre 2009 debutta nel campionato maltese giocando la gara contro il Dingli Swallows. Il 18 ottobre dello stesso anno mette a segno la sua prima rete contro il Birkirkara, fornendo anche un assist.
Tornato in patria ad inizio 2010, trova ingaggio con il Jelgava; con tale club vinse la Latvijas kauss 2009-2010, giocando da titolare la finale contro il Jūrmala-VV in cui si procurò il rigore del definitivo 2-2 (la gara fu poi vinta ai rigori). Ebbe anche la possibilità di esordire nelle coppe europee: il 15 luglio 2010 fu infatti titolare nella gara contro il Molde, andata del secondo turno di qualificazione alla UEFA Europa League 2010-2011.
Nell'estate del 2011 passò in Russia con il Volgar' Astrachan', ma non scese mai in campo né in campionato, né in coppa; tornò quindi al Jelgava dopo appena un anno, concludendovi la stagione 2012. Cominciò la stagione 2013 nel Jūrmala, salvo trasferirsi a luglio per la terza volta in carriera al Jelgava. Vi rimase fino a metà del 2017, vincendo altre tre Coppe di Lettonia: in tutte e tre le circostanze giocò la finale, rispettivamente contro lo Skonto (gara in cui entrò nella ripresa segnando il primo rigore della sequenza finale), il Ventspils (subentrò nell'ultimo quarto d'ora) e Spartaks Jūrmala (entrò solo nel recupero. Il 2 luglio 2015 segnò la sua prima rete europea: lo fece contro il Liteks Loveč nell'andata del primo turno di qualificazione alla UEFA Europa League 2015-2016.
Chiuse poi la carriera in 1. Līga, prima con l'Olaine, poi, dopo un periodo di sosta, nel 2019 al Super Nova.

### Nazionale
Dopo aver disputato 11 partite nell'Under-21, mettendo a segno 3 reti, ha disputato il suo unico incontro in nazionale il 18 giugno del 2010, giocando titolare nell'incontro di Coppa del Baltico 2010 contro la Lituania.

## Statistiche

### Cronologia presenze e reti in Nazionale
| Cronologia completa delle presenze e delle reti in nazionale ― Lettonia | Cronologia completa delle presenze e delle reti in nazionale ― Lettonia | Cronologia completa delle presenze e delle reti in nazionale ― Lettonia | Cronologia completa delle presenze e delle reti in nazionale ― Lettonia | Cronologia completa delle presenze e delle reti in nazionale ― Lettonia | Cronologia completa delle presenze e delle reti in nazionale ― Lettonia | Cronologia completa delle presenze e delle reti in nazionale ― Lettonia | Cronologia completa delle presenze e delle reti in nazionale ― Lettonia |
| Data                                                                    | Città                                                                   | In casa                                                                 | Risultato                                                               | Ospiti                                                                  | Competizione                                                            | Reti                                                                    | Note                                                                    |
| ----------------------------------------------------------------------- | ----------------------------------------------------------------------- | ----------------------------------------------------------------------- | ----------------------------------------------------------------------- | ----------------------------------------------------------------------- | ----------------------------------------------------------------------- | ----------------------------------------------------------------------- | ----------------------------------------------------------------------- |
| 18-6-2010                                                               | Kaunas                                                                  | Lituania                                                                | 0 – 0                                                                   | Lettonia                                                                | Coppa del Baltico 2010                                                  | -                                                                       | 64’                                                                     |
| Totale                                                                  |                                                                         | Presenze                                                                | 1                                                                       |                                                                         | Reti                                                                    | 0                                                                       |                                                                         |

## Palmarès

### Club
- Coppa di Lettonia: 4

Jelgava : 2009-2010, 2013-2014, 2014-2015, 2015-2016